# Whisky a Go Go
Il Whisky a Go Go è un locale di West Hollywood, California, situato all'8901 di Sunset Boulevard nella Sunset Strip, fondato l'11 gennaio 1964 sulle basi di un'ex centrale di polizia.

## Storia
Il locale, aperto nel 1964 e noto anche come Whiskey benché la grafia corretta (come si vede dall'insegna) sia Whisky, deve il suo nome alla prima discoteca, Le Whisky à Go-Go appunto, fondata a Parigi, rue de Seine, nel 1947. Essa era frequentata da marinai americani che, tornando in patria, portarono l'idea e la resero popolare negli anni cinquanta. Nel 1966
Questo locale ha ospitato durante la sua storia molti importanti artisti come The Doors, Jimi Hendrix, The Kinks, The Who, Cream, Europe, Led Zeppelin, Aerosmith, The Byrds, Alice Cooper, Blondie, Talking Heads, Buffalo Springfield, Maroon 5, System of a Down, Them, Red Hot Chili Peppers, The Mothers of Invention, Toto, Black Sabbath, Otis Redding, The Turtles, Michael Nesmith, Roxy Music, Oasis, The Germs, The Runaways, X, Ratt, Mötley Crüe, Van Halen, Ramones, The Cure, The Dictators, Linkin Park, Love, Misfits, Elvis Costello, XTC, The Jam, Slayer, Deicide, Green Day, Fall Out Boy, Weezer.
In varie epoche al Whisky hanno suonato anche artisti italiani come la PFM, Caparezza, Diodato, Emma, Fox and Family, Luciano Ligabue, Raven Tide, Bad Bones, Hollywood Groupies, Svetlanas, Gunash. Famose rimasero anche le più recenti esibizioni di Guns N' Roses, Metallica, Soundgarden, Nirvana, Luke Bryan, Mudhoney, Melvins e 7 Year Bitch. Vari album dal vivo intitolati Live at the Whisky o Live at the Whiskey sono stati registrati presso il locale.
Gli Aerosmith tornano a suonare dal vivo al Whisky a Go Go l'8 aprile 2014, dopo ben 41 anni dalle esibizioni del 3 e 4 dicembre 1973, anno del loro esordio discografico. Nell'occasione la band esegue anche due brani con il chitarrista Slash. Il concerto è stato trasmesso in diretta streaming su YouTube.